# 藤山柳属
藤山柳属（学名：Clematoclethra）是猕猴桃科下的一个属，为落叶木质藤本植物。该属共有27种以上，为中国特有种，主要分布于中国四川，甘肃、陕西等地亦有分布。

## 物种
本属包括以下物种：
- 刚毛藤山柳 Clematoclethra scandens (Franch.) Maxim.